# Henri Faucheux
Pour les articles homonymes, voir Faucheux (homonymie).
Henri Faucheux est un arbitre français de football. Il est affilié à Blois et a officié de 1956 à 1965

## Carrière
Il a officié dans une compétition majeure : 
- Coupe de France de football 1963-1964 (finale)